# Fozil Musaev
Fozil Musaev est un footballeur international ouzbek né le 2 janvier 1989 à Tachkent. Il évolue au poste de milieu de terrain.

## Biographie

### En club
Fozil Musaev joue en Ouzbékistan, au Qatar, en Iran et au Japon.

### En équipe nationale
Fozil Musaev reçoit sa première sélection en équipe d'Ouzbékistan le 1er février 2009, en amical contre l'Azerbaïdjan (match nul 1-1).
Il joue six matchs rentrant dans le cadre des éliminatoires du mondial 2014, et dispute une rencontre lors des éliminatoires du mondial 2018.

## Palmarès
- Vainqueur de la Coupe de l'AFC en 2011 avec le Nasaf Qarshi
- Vice-champion d'Ouzbékistan en 2011 avec le Nasaf Qarshi
- Finaliste de la Coupe d'Ouzbékistan en 2012 avec le Nasaf Qarshi
- Vainqueur de la Coupe d'Ouzbékistan en 2014 avec le Lokomotiv Tashkent
- Champion d'Iran en 2015 avec le Sepahan Ispahan